# Želenice (Mosti járás)
Želenice település Csehországban, a Mosti járásban. Želenice Lužice, Braňany, Hrobčice, Bílina és Obrnice településekkel határos. Lakosainak száma 485 fő (2024. január 1.).

## Népesség
A település lakosságának változását az alábbi diagram mutatja:
| Lakosok száma | 518  | 622  | 673  | 586  | 438  | 450  | 481  | 486  | 453  | 485  |
|               | 1869 | 1900 | 1921 | 1961 | 1980 | 2011 | 2016 | 2019 | 2021 | 2024 |